# در صحنه
درِ صحنه (انگلیسی: Stage Door) فیلمی در ژانر درام به کارگردانی گرگوری لا کاوا است که در سال ۱۹۳۷ منتشر شد.

## بازیگران
- کاترین هپبورن
- جینجر راجرز
- آدولف منژو
- آندرا لیدز
- لوسیل بال
- ایو آردن
- ان میلر
- گیل پاتریک
- کونستانس کولیر
- ساموئل اس هیندز
- جک کارسون
- فرانکلین پاننگبورن
- هیلاری بروک
- کاترین الکساندر
- تئودور کسلاف
- گریدی ساتن
- دارسی کوریگان
- جین روورال